# Taraxacum neokamtschaticum
Taraxacum neokamtschaticum là một loài thực vật có hoa trong họ Cúc. Loài này được Vorosch. miêu tả khoa học đầu tiên năm 1984.